# Henry Vane-Tempest
Pour les articles homonymes, voir Vane-Tempest, Vane (homonymie) et Tempest.
Sir Henry Vane-Tempest, 2e baronnet (25 janvier 1771 - 1er août 1813) est un homme politique britannique. Au début de sa vie, il s'appelle Henry Vane et change son nom en Vane-Tempest quand il hérite de son oncle John Tempest, Jr. en 1793.

## Biographie
Il est le fils et l'héritier du révérend Henry Vane, 1er baronnet et de sa femme, Frances, fille de John Tempest, Sr.
Il est député de la ville de Durham de 1794 à 1800, remplaçant son oncle John Tempest, Jr., décédé dans un accident d'équitation en 1793. Vane hérite des propriétés Tempest dans le comté de Durham (notamment Wynyard et Brancepeth) à condition qu'il adopte le nom et les armes de Tempest. Il change donc son nom de famille en Vane-Tempest.
Il démissionne en 1800 avant de retourner au Parlement comme représentant du comté de Durham de 1807 jusqu'à sa mort d'apoplexie en 1813. Il est nommé haut shérif d'Antrim en 1805.
Vane-Tempest hérite du titre de baronnet de son père en 1794. Il est nommé lieutenant-colonel de la cavalerie volontaire de Durham au début de 1797. Il est enterré à Long Newton.
Vane-Tempest est un sportif de renom de son époque, propriétaire du célèbre cheval de course Hambletonian  Dans un match avec Diamond de Cookson sur le Beacon Course à Newmarket en 1799, Hambletonian gagne par un cou, Henry ayant parié 3000 guinées sur le résultat. La suite est le sujet de la peinture de George Stubbs " Hambletonian Rubbing Down ", qui est conservée à Mount Stewart.

## Famille
Le 25 avril 1799, Vane-Tempest épouse Anne MacDonnell, 2e comtesse d'Antrim et ils ont un enfant, Frances Anne Vane-Tempest (1800 - 1865). À la mort de Vane-Tempest sans héritier mâle en 1813, le titre de baronnet disparait. Le nom de famille Vane, cependant, est conservé car il avait stipulé dans son dernier testament que Frances Anne doit garder son nom de famille et son futur mari doit adopter le sien afin d'hériter des vastes propriétés foncières. Cette disposition est respectée lorsque Frances Anne épouse Lord Charles William Stewart en 1819, Charles William Stewart est devenu Charles William Vane et le nom Vane passe finalement dans la famille des marquis de Londonderry.